# Rhetus belphegor
Rhetus belphegor あるいは Nirodia belphegor はシジミタテハ科に属するチョウの一種。ブラジルの限られた地域にのみ分布し、IUCNレッドリストにおいて絶滅危惧種（EN: Endangered）に指定されている

## 分類
本種は J.O. Westwood によって Erycina (Nirodia) belphegor として記載された。
本種の分類にかんする研究は、後述する本種の希少性と標本のすくなさのために制限されてきた。シジミタテハ科の網羅的な分類を行った H. Stichel は本種を incertae sedis として暫定的に Cyrenia 属と関連づけ、学名を Cyrenia belphegor としたが、この暫定的な扱いは標本を見分できなかったためのものであると考えられている。P. Rebillard は、雌雄あわせて 6頭の標本をもとに本種の分類を再検討し、Westwood の記載した亜属 Nirodia を属へと格上げすることで本種の学名を Nirodia belphegor とした。Nirodia 属は本種のみを含む単型属とされ、この扱いはその後ながらく受け入れられてきたが、一方で、形態的に似通う Rhetus 属と本種がごく近縁である可能性も指摘されてきた。Kaminski et al. (2015) は本種と Rhetus 属の既知の全種の分子系統解析を行い、Rhetus 属が本種を含めた場合にのみ単系統群を形成することを示し、本種を Rhetus 属へと移動し、Nirodia 属を Rhetus 属のシノニムとすべきであることを指摘した。本種が系統的に Rhetus 属に含まれることは、シジミタテハ科の包括的な系統解析を行った SERAPHIM et al. (2018) によっても支持されている。

## 分布
既知の確実な記録はすべてブラジル、ミナスジェライス州のエスピニャソ山脈（ポルトガル語: Serra do Espinhaço）南部に限定されており、さらに本種は、標高 1000m以上に形成される、"Campos rupestres"と呼ばれる岩の多い草原環境に依存していると考えられる。本種の確実な観察・採集記録は 1993年時点で 10例に満たなかったが、その後の調査によって 2015年には 10例以上の記録が追加されている。
なお、原記載 (WESTWOOD 1850-1852) において本種のtype locality は「アマゾン」とされているが、これはその後のすべての記録と矛盾しており、誤りである可能性が高いとされる。

## 形態

### 成虫
小型 - 中型のチョウであり、1958年時点で知られていた 5頭の標本では開帳は 34-35mm、前翅長 21-23mmであったとされる。前翅は先端がやや尖った三角形で、後翅にはごく短く幅のひろい尾状突起を有する。翅の斑紋には性的二形が見られ、オスの翅表は外縁部を除く大部分が光沢のある暗青色だが、メスはより地味な色彩を呈する。雌雄ともに、前翅には小さく短い帯状の白色紋があり、後翅には翅頂近くに黄色紋を、後角付近には赤色紋を有する。

### 幼生期
以下の卵・幼虫・蛹の形態にかんする記述はすべて、野外で採集した本種の卵を、野外を模した環境で飼育して生活史を明らかにした Kaminski et al. (2015) による。

#### 卵
卵は円盤状で、直径 0.84-0.92mm、高さ 0.84–0.92mm、明るい赤色を呈する。表面を覆う六角形の網目状の隆起は突起を形成する。

#### 幼虫
若齢幼虫（1-4齢）の体色は赤みを帯び、老齢幼虫（5-6齢）は灰色。いずれの齢においても刺毛（英語: setae）が発達するが、とくに老齢幼虫は密な刺毛で体表が覆われる。終齢幼虫は最大で体長 2.3cm、頭殻幅 2.70–3.02 mm。

#### 蛹
蛹の体長は最大で 1.8cm、横幅は第1腹節で 0.5cm。地色は白色で、灰色がかった部分と黒い斑紋が分布する。腹部には腹節ごとに複数の突起を有する。帯蛹で、帯糸は第1腹節にかかる。

## 生態
前述したように本種は希少性が高く、近年まで生活史はまったく未知であった。2010年代に入ってからは調査研究が進み、野外での観察と研究室での飼育によって、本種の幼生段階と生活史の報告が初めてなされた。
本種の食草はトウダイグサ科の Microstachys serrulata 一種のみが知られている。メス成虫は日中のもっとも気温が高くなる時間帯に活動し、幼虫の食草を探索し、見つけた食草の葉の裏に 1-2個ずつ産卵を行う。幼虫齢数（英語: number of larval instars）は 6齢で、産卵から新成虫の羽化までにおよそ 50日を要した。卵から孵化した幼虫は卵殻を摂食せず、また、すべての齢において好蟻性（英語: myrmecophily）および集合性は観察されなかった。若齢（1-4齢）幼虫は糸で葉をつづってシェルターを形成し、葉の表面のみを摂食するが、老齢（5-6齢）幼虫になると葉全体を摂食するようになる。野外では老齢幼虫は観察されず、日中は食草から離れた岩の周辺などに移動している可能性が示されている。飼育下では蛹化は食草上では行われなかった。
成虫は日中のもっとも気温が高くなる時間帯にのみ活動し、太陽が雲に隠れると活動を行わなくなる。日中はキク科やセリ科植物の花に訪花し、また、岩の上で翅を休める。オス成虫は岩の上を占有し、不規則に飛び回るなわばり行動を示すほか、岩場の近くの小川での吸水行動（英語: puddling behavior）も報告されている。

## 保全
本種は IUCNレッドリストにおいて絶滅危惧種（EN: Endangered）に指定されている。また、生息地であるブラジルのレッドリストにおいては絶滅寸前（CR: Criticamente em Perigo）と評価されており、ミナスジェライス州においても絶滅危惧種と見なされている。
本種の生息地の多くは自然保護区内に位置するが、人間活動の影響をまったく受けないわけではなく、火災や外来植物の侵入、気候変動などが本種にとっての脅威となり得るとされる。ブラジルでは本種を含めたチョウの保全のためのプログラムが立ち上がっており、本種の生活史を明らかにした Kaminski et al. (2015) もこのプログラムの援助を受けている。